# Tomasz Jodłowiec
Tomasz Jodłowiec (Żywiec, 1985. szeptember 8. –) lengyel válogatott labdarúgó, a Legia Warszawa játékosa.
A lengyel válogatott tagjaként részt vett a 2016-os Európa-bajnokságon.

## Sikerei, díjai
Legia Warszawa
- Lengyel bajnok (3): 2012–13, 2013–14, 2015–16
- Lengyel kupa (3): 2013, 2015, 2016
- Lengyel szuperkupa (1): 2012